# Király Csaba
Király Csaba (Komló, 1965. április 25. –) magyar zongora- és orgonaművész.

## Életrajz
Hatévesen kezdett zongorázni Szabó Gyuláné, Árvai Ágnes és Apagyi Mária irányításával. 12 éves korától orgonálni is tanult Lantos Istvánnál. 1981-től a Bartók Béla Zeneművészeti Szakközépiskolában tanult tovább Halmágyi Katalinnál, 1983-ban pedig a Liszt Ferenc Zeneművészeti Főiskola (Zeneakadémia) zongora tanszakára nyert felvételt. Mesterei Kocsis Zoltán és Falvai Sándor voltak. Egy év múlva a zongorával párhuzamosan ugyanitt az orgona tanszak hallgatója is volt, Gergely Ferenc irányításával. 1989-ben szerezte meg orgonaművészi, 1990-ben zongoraművészi diplomáját.
Tanulóéveiben valamennyi hazai zongoraversenyen első díjat szerzett, amelyet korcsoportja számára rendeztek. Az országos hírnevet az 1985-ös Magyar Rádió Országos Zongoraversenyének megnyerése hozta meg számára, amelyen ő volt az egyik legfiatalabb induló. Több évi koncertezés és tanítás után két nemzetközi zongoraversenyről is győztesként tért haza.
Főiskolai éveitől kezdve rendszeresen koncertezik zongora- és orgonaművészként egyaránt. Gyakran vesz részt kamarazene előadásában, vagy szerepel akár continuo- vagy zenekari játékosként. Közel harminc neves zenekarral és karmesterrel lépett fel, egy időre ő maga is közel került a karmesteri pályához. Az „Aperto” trió tagjaként is gyakran szerepel.
Azon ritka művészek egyike, akik a zongora- és az orgonajátékot egyaránt professzionális szinten művelik. Számos magyar és külföldi fesztivál és koncertterem sikeres vendégszereplője. A hazai koncerteken túl fellépett Európa szinte valamennyi országában, sikerrel szerepelt többek között Japánban, az Egyesült Államokban, Kanadában, Dél-Koreában, Kínában, Egyiptomban és Indiában. Számos hazai és nemzetközi fesztiválon vett részt, gyakran visszatérő vendégként többek között a következő rendezvényeken: Pécsi Nyári Zenei Fesztivál; Korunk Zenéje; Pécsi és Budapesti Tavaszi Fesztivál; Budapesti Zsidó Nyári Fesztivál, Szombathelyi Bartók Szeminárium; Salzburgi ünnepi Játékok; ISCM World Music Days (Stockholm); Helsinki Biennálé; Frankfurter Orgeltage; Rheindorfer Orgelkonzerte; Musica Danubiana Ljubljana; Musik Vredenburg (Utrecht); MittelFest (Cividale); Festa Musica Pro (Assisi, Orvieto); „Festival Lombardia Europa Musica” (Crema, Seregno); „International Piano Series” – College of Charleston, SC; Stan Hywet Hall Akron, Ohio; Concertgebouw, Holland Fesztivál (Amszterdam) stb.
Repertoárja a barokktól a napjainkig terjedő időszak zenei termésének széles választékát öleli fel. Bach, Beethoven, Liszt, Bartók és Kodály művei mellett megkülönböztetett szerepet játszik hangversenyein a legújabb kortárszenei alkotások bemutatása, valamint az improvizáció. 
Többek között nevéhez fűződik számos kortárs zeneszerző (Ligeti, Kurtág, Takács és Lutosławski) zongoraműveinek magyarországi és nemzetközi bemutatója. 
Számos országban vett részt híres zenekarokkal Kurtág-Beckett „Mi is a szó?” című művének első előadásában, de Király nevével fémjelzett Kurtág Kettősversenyének londoni bemutatása is. 1993-ban kitüntetést kapott a magyar zeneművek bemutatásáért kifejtett aktív tevékenységéért.
Liszt zongora- és orgonaműveinek elkötelezett terjesztőjeként, tolmácsolójaként 2004-ben újjászervezte a Liszt Társaság Pécsi Csoportját, melynek vezetője lett. 2005-ben megválasztották a Magyar Liszt Ferenc Társaság főtitkárává. 2007-től a Magyar Liszt Ferenc Társaság „Liszt magyar szemmel” című információs kiadványának szerkesztője.
2005-ben Pécsett létrehozta az első, Liszt Ferenc emlékére megrendezett Nemzetközi Zongoraversenyt, melynek egyben zsűritagja is volt.
2007-ben további két nemzetközi zongoraversenyen volt zsűritag: Liszt Ferenc emlékére megrendezett II. Nemzetközi Zongoraverseny (Pécs); Nemzetközi Beethoven Zongoraverseny(Arad, Románia). A nemzetközi zsűri tagja volt a 2009-ben megrendezett Nemzetközi Chopin Zongoraversenyen (Corpus Christi, USA).
2006-2007–ben Pécs Európa Kulturális Főváros Programtanácsának tagja.

## Oktatói tevékenysége
Pedagógusi pályája a budapesti Zeneakadémián kezdődött, ahol 1995-től több évig tanított zongora szakon Lantos István tanársegédjeként. Zongora és orgona mesterkurzusokat tartott Magyarországon, Hollandiában, Franciaországban, Japánban, Kínában és az Egyesült Államokban.
1997-98-ban a dél-koreai Taegu-Hyosung Egyetem orgona tanszakának vendégprofesszora volt. 2002-től a Pécsi Martyn Ferenc Művészeti Szabadiskola tiszteletbeli tanárává választották. 2004 és 2007 között a Pécsi Tudományegyetem Művészeti Kar Zeneművészeti Intézetének igazgatója volt, ahol jelenleg habilitált egyetemi tanárként zongora- és orgonaszakon tanít.

## Improvizáció
Műsorainak jellegzetes eleme az improvizáció, melynek gyakorlatához a szakmai alapokat 1975-től tanárától Apagyi Máriától, majd az általa vezetett, 1977-ben alapított Komlói Művészeti Műhely aktív hallgatójaként szerezte meg. Ebben az ún. műhelymunkában Lantos Ferenc képzőművész is sokat segített. Koncertjein a zongoraversenyek kadenciáit – lehetőség szerint – többnyire maga rögtönzi. A legtöbb zongora- és orgonahangverseny megadott műsorának és ráadásoknak szerves része, valamint gyakran ad egész estés improvizációs hangversenyeket, amelyeken akár koncertnyi terjedelmű darabokat is rögtönöz. 
Saját bevallása szerint a stílusismeret segíti a különféle stílusokban történő improvizálást is.
Azzal, hogy Király Csaba hosszú évek óta tűzi műsorára egy-egy zeneszerző „összes” zongoraművét, lehetősége nyílt az adott komponista életművében való elmélyedésre. Így koncertjein szinte már tőle elvárható hagyománnyá vált, hogy az adott szerző stílusában improvizáljon. Kifogástalan stílusismerete, virtuóz technikai tudása és végtelenül gazdag művészi eszköztára lehetővé teszi, hogy a helyben született darab megtévesztésig hasonlítson a zeneszerző, például Liszt eredeti alkotásaihoz.
Időről időre jazz és ragtime stílusban rögtönzött darabokkal is meglepi a hallgatóközönséget.

## Koncertsorozatok
Önálló koncertjei mellett pályafutását végigkísérik a grandiózus hangversenysorozatok. Az elmúlt években számos alkalommal vállalkozott ilyen, előadóművészt próbáló kihívásokra, zongorán és orgonán egyaránt.
- 1998-2000 Liszt Ferenc összes orgonaműve (Budavári Mátyás-templom, Budapest)
- 2000-2006 között számos alkalommal eljátszotta J.S.Bach Das Wohltemperierte Klavierját, a ciklus elhangzott a Magyar Rádió Márványtermében is
- 2000 – Dunaharasztiban megszólaltatta J.S.Bach összes orgonaművét a szerző halálának 250. évfordulója alkalmából
- 2001-2002 ismét műsorára tűzte J.S.Bach összes orgonaművét a budapesti Deák téri evangélikus templomban
- 2003 Liszt Ferenc összes orgonaműve (Szent László-templom, Budapest)
- 2004-2005 Jótékonysági koncertsorozat – Orgonakoncertek a pécsi Szent Péter és Pál Bazilika orgonájának a felújítására (Szent Péter és Szent Pál Bazilika, Pécs)
- 2006 Mozart összes zongoraszonátája (Pécs)
- 2007-2008 Beethoven összes zongoraszonátája (Pécs)
- 2008-2009 Schubert összes zongoraszonátája (Pécs)
- 2009 Händel népszerű orgonaversenyei (Nádor-terem, Budapest)
- 2009 Haydn népszerű szonátái (Pécs)
- 2010 Koncertsorozat Frederic Chopin és Robert Schumann születésének 200. évfordulója alkalmából (Pécs)
- 2009-2011 Bartók Béla összes zongoraműve (Bartók Béla Emlékház, Budapest)
- 2001-ben céljául tűzte ki, hogy megtanulja és mintegy 100 koncertből álló sorozat keretében elő is adja Liszt Ferenc összes zongoraművét (Régi Zeneakadémia, Budapest). Király erre az elképzelhetetlenül nagy megmérettetésre másodikként vállalkozott a világon, rajta kívül csak az ausztrál Leslie Howard tanulta meg és játszotta el a nagy mester összes zongoradarabját. (A projekt 15 évig tartott, eredménye egy 95 CD-lemezből álló gyűjtemény lett, és minden idők leghosszabb lemezfelvételével Howard bekerült a Guinness Rekordok Könyvébe.[5])

## Orgonaátiratok
1989-ben orgonaművészi diplomahangversenyén Liszt Haláltáncát játszotta saját orgonaátiratában. Ettől kezdve zenekari és oratorikus művek egész sorát ülteti át orgonára, és ezeket nemcsak hazájában, hanem Nyugat-Európától Japánig és Amerikáig gyakran szólaltatja meg.
Szóló orgonára készített átiratok
- Beethoven: V. szimfónia – I.tétel
- Beethoven: VII. szimfónia – II.tétel
- Beethoven: IX. szimfónia (teljes mű)
- Beethoven: Egmont-nyitány
- Franck: d-moll szimfónia – I. tétel
- Liszt: Haláltánc
- Liszt: Les préludes
- Liszt: Koronázási Mise
- Liszt: Assisi Szent Ferenc prédikál a madaraknak
- Mahler: I. szimfónia – I. tétel
- Mendelssohn: IV. (Olasz) szimfónia – I. tétel
- Schumann: I. (Tavasz) szimfónia op.38.
- Verdi: Requiem
- Vivaldi: A-dúr concerto (per Eco) RV. 552
- Chopin: 12 etűd Op. 10.

Orgonára, kórusra, szólistákra, hangszeregyüttesre
- Mahler: VIII. szimfónia (Ezrek szimfóniája)

Orgonára, kórusra, szólistákra
- Kodály: Psalmus Hungaricus
- Liszt: Koronázási Mise
- Mendelssohn: Szentivánéji álom (teljes mű)

Orgonára, négykezes
- J.S.Bach: II. Brandenburgi verseny
- J.S.Bach: III. Brandenburgi verseny
- J.S.Bach: IV. Brandenburgi verseny
- Ravel: Daphnis és Cloé – II. szvit

## Díjak, elismerések
- 1975 – Különdíj – Zeneiskolák Országos Négykezes Versenye (Szigetvár) /k.m. Karlovecz Zoltán/
- 1976 – Kulturális Minisztérium Különdíja – Zeneiskolák Országos Zongoraversenye (Nyíregyháza)
- 1976 – I. díj - Beethoven verseny, Komlói Zeneiskola
- 1977 – I. díj - Baranya megyei Zeneiskolák Zongoraversenye (Mohács)
- 1978 – I. díj - Zeneiskolák Országos Négykezes Versenye (Szigetvár) /k.m. Halla Judit/
- 1980 – I. díj a Zeneiskolák Országos Zongoraversenyén (Nyíregyháza)
- 1982 – I. díj a Szakközépiskolák Országos Zongoraversenyén (Békéstarhos)
- 1985 – I. díj a Magyar Rádió Országos Zongoraversenyén (Budapest)
- 1990 – I. díj a Liszt Ferenc Zeneművészeti Főiskola Dohnányi Ernő Zongoraversenyén (Budapest)
- 1993 – Kortárszenei díj (Artisjus oklevél a magyar zeneművek bemutatása és megismertetése érdekében végzett kimagasló tevékenységéért)
- 1996 – I. díj az "Ennio Porrino" Nemzetközi Zongoraversenyen (Cagliari, Olaszország)
- 1997 – I. díj a New Orleans-i Nemzetközi Zongoraversenyen (USA)
- 2001 – „Év magyar klasszikus hanglemeze” Gramofon-díj
- 2001 – „Pro Urbe” díj, Komló
- 2003 – Liszt Ferenc-díj
- 2009 – Habilitációs fokozat megszerzése (Pécsi Tudomány Egyetem Művészeti Kar)

## Diszkográfia
- „Szépségednek rabja lettem” Szefárd, jiddis és héber dalok (Fűzfa Júlia – mezzoszoprán, Jávori Ferenc, Király Csaba – zongora) /1999 Hungaroton Classic/
- Beethoven-Liszt: Symphonies Nos. 1-9 Piano Version (Beethoven-Liszt: IX. szimfónia – Király Csaba zongora) /2000 Hungaroton Classic/
- Liszt B-A-C-H fantázia és fúga, „Weinen, Klagen” variációk orgona- és zongoraváltozata (Gramofon – díj 2001) /2001 Hungaroton Classic, Janus series/
- Válogatás a pécsi Szent Péter és Szent Pál Bazilika orgonájának felújítására szánt jótékonysági orgonahangverseny-sorozat műsorából /2005 Egyházmegyei Rendezvényszervező és Programiroda, Pécs/
- Karácsonyi improvizációk a Mária Mennybemenetele templom orgonáján (Zabrze (Biskupice), Lengyelország) /2009 Lisztiána Bt./
- Beethoven IX. (d-moll) szimfónia op. 125 Király Csaba orgonaátiratában és előadásában /2010 Lisztiána Bt./